# Aglossosia fuscicincta
Aglossosia fuscicincta är en fjärilsart som beskrevs av George Francis Hampson 1914. Aglossosia fuscicincta ingår i släktet Aglossosia och familjen björnspinnare. Inga underarter finns listade i Catalogue of Life.